# Сторожевские источники
Сторожевские источники — минеральные источники на полуострове Камчатка.
Расположены термальные источники в долине реки Сторож, которая в этом месте со всех сторон окружена вулканами. Всего здесь имеется 2 крупных нескольких мелких рассеянных выходов источников. Температура источников от 29 до 53 °C. Выход вод горячих источников составляет 5 л/с, содержание кремнекислоты — 0,178 г/л.
В непосредственной близости от Сторожевских минеральных источников, на левом берегу реки Сторож, расположены термоминеральные источники Серный ключ.